# Diseröd
Diseröd est une localité de Suède située dans la commune de Kungälv du comté de Västra Götaland. Elle couvre une superficie de 0,75 km2. En 2010, elle compte 1 241 habitants.